# Simon Mitton
Pour les articles homonymes, voir Mitton.
Simon Mitton, né le 18 décembre 1946, est un astronome et écrivain britannique. Il est basé au St Edmund's College, à Cambridge. Il a publié de nombreuses œuvres reconnues telles The Cambridge Encyclopedia of Astronomy (1978), Exploring the Galaxies (1974) et Cambridge Scientific Minds (2000). Son ouvrage le plus fameux est sans doute sa biographie de son collègue astronome de Cambridge Fred Hoyle.

## Biographie

### Éducation
Simon Mitton a étudié la physique et l'astrophysique. Ses études de licence se sont déroulées au Clarendon Laboratory et au Trinity College, tous deux à Oxford.
Il a mené sa recherche de doctorat en astrophysique des hautes énergies au Cavendish Laboratory, à Cambridge, sous l'égide du lauréat du prix Nobel, Sir Martin Ryle, membre de la Royal Society.
Sa carrière post-doctorale a commencé sous la responsabilité de Sir Fred Hoyle, lui aussi membre de la Royal Society à l'Institut d'astronomie de Cambridge.

### Carrière
Il est directeur du département d'histoire et philosophie des sciences, à Cambridge, et chercheur émérite attaché à ce département. Il est un des fondateurs et directeur de la compagnie Total Astronomy Limited, dont le siège est à Cambridge, qui propose des services de presse aux industries de l'astronomie et de l'espace.

## Recherches
Jusqu'à récemment, son sujet principal de recherche était l'histoire de l'astronomie, à présent devenu son domaine d'enseignement. Il a écrit une grande biographie du cosmologiste britannique Fred Hoyle (1915-2001), publié en avril 2005. 
Sa recherche actuelle est centrée sur la longue histoire des essais de compréhension des origines de la structure de l'univers. Ses autres intérêts de recherches incluent la science et la religion. L'histoire des tentatives de mesure de la vitesse de la lumière, la vie de Mary Somerville, et la vie de Nicolas Copernic.  
Actuellement, il collabore avec un collègue de l'Observatoire de l'Université de Princeton, avec qui il écrit un ouvrage très important sur notre compréhension actuelle de la nature de l'Univers. Ce livre a été accepté par les Princeton University Press.
Il a aussi contribué aux recherches sur l'astrophysicien de Cambridge, Sir Arthur Eddington (1882–1944), et montre de l'intérêt pour Georges Lemaitre, homme d'église et astronome belge, un des anciens membres les plus distingués du Collège, de 1923 à 1924.

## Distinctions
Récompenses
- Membre du St Edmund's College à Cambridge depuis 1973.
- Fifth Champness Lecturer, Worshipful Company of Spectacle Makers (1975).
- L'astéroïde (4027) Mitton a été désigné en son honneur, conjointement avec son épouse Jacqueline Mitton.